# یهودیت هلنیستی
یهودیت هِلِنیستی گونه‌ای از یهودیت در جهان باستان است که سنت دینی یهودی را با عناصر فرهنگ یونانی(هِلِنیسم) ترکیب می‌نماید.
این مکتب فکری تلاشی بود برای ایجاد سنت دینی یهودی در فرهنگ و زبان هلنیستی. نماینده اصلی این مکتب فکری فیلون اسکندرانی می‌باشد.